# The Simpsons: Bart's Nightmare
The Simpsons: Bart's Nightmare es un videojuego basado en la serie de dibujos animados Los Simpson que fue publicado en 1992 por Acclaim Entertainment para Super Nintendo y Mega Drive

## Trama
Bart Simpson se duerme cuando está haciendo la tarea, y despierta en un mundo extraño donde la televisión y las hadas andan por las calles. Para salir de ese mundo debe buscar las tareas (que son papeles de hoja) y deberes entre otras cosas de Bart hasta llegar a la realidad.

## Modo de juego
El juego se divide en dos partes. La primera es recorrer una calle (probablemente Evergreen Terrace, aunque se refiere a Mundo Ventoso o Windy World) y encontrar las hojas de su tarea mientras esquiva enemigos como buzones de correo vivientes o algunos personajes de la serie. Bart puede recoger los objetos en su monopatín, que actúa como incrementador de energía y temporalmente da mayor velocidad. En el juego, se ve a Lisa Simpson como un hada enemiga de Bart, por lo cual lo transformará en sapo y no podremos atacar. Para librarnos de esa condición tendremos que ir con una anciana señora que le dará un beso y volverá a la normalidad. Bart también tiene la capacidad de tirar globos de goma de mascar para atacar a los enemigos. 

El Director Skinner aparecerá ocasionalmente en el juego y tratará de vestir a Bart con su traje de Domingo. Si el jugador camina directo a Skinner, Bart cambiará su apariencia, no podrá atacar y caminará más lento. Sin embargo, el traje protege a Bart y los ataques de los enemigos no le harán daño.
Cuando encontremos una página de la tarea de Bart en Windy World, el jugador deberá saltar hacia ella y Bart "caerá" en la página. Luego, debemos elegir entre dos puertas elegidas al azar, cada una con un desafío diferente. Ahí debemos llevar a Bart a una de las dos puertas (si no elegimos ninguna, Bart seleccionará automáticamente la puerta izquierda), y si ganamos el desafío, Bart se puede llevar la hoja perdida.
- La puerta verde: Bartzilla

Bart debe caminar por las calles de Springfield y derrocar y destruir el ejército con aliento de fuego y láser visuales. Después de haber sido tocado por un rayo de encogimiento, Bart debe luchar con "Homer Kong" y "Momthra".
- La puerta violeta:

Un viaje por el torrente sanguíneo de Bart, donde debes usar una bomba de aire para hacer explotar los gérmenes. Tras la recogida de 5 átomos, cuando la página es visible, el jugado gana. Este desafío tiene similitud con Smiling Joe Fission (un personaje de la primera temporada en el capítulo "Homer's Oddysey").
- La puerta amarilla: Itchy y Scratchy (Rasca y Pica en España o Tomy y Daly en Latinoamérica)

Donde Bart es atacado por Itchy y Scratchy, así como diversos objetos de la casa (Un horno que tira pedazos de comida prendidos fuego, el teléfono explota, a una foto de Marge se le caen los ojos, etc). Es el único desafío dividido en dos: primero debes pasar la primera mitad para luego hacer la segunda.
- La puerta azul: Bartman

Donde Bart vuela sobre Springfield como un superhéroe. Además de las nubes con gases radioactivos, Bart debe tener cuidado con algunos enemigos, como Nelson Muntz subido a un ala delta o unas nubes que sueltan rayos, así como misiles que van de abajo arriba, siempre en grupo, entre otros. Además, Bart recibe botellas de refresco que llenan su barra de energía, proporcionadas por Apu que llega en una alfombra mágica. Hay además múltiples jefes(bosses)que hacen el juego mucho más difícil, entre ellos:
Sherri y Terri: Ellas irán en globo aerostático lanzando bombas de agua hacia abajo y hacia los lados con tal de dañar a Bart, es recomendable situarse sobre el globo aerostático y tirarle piedras desde allí.
Barney Gumbley: irá montado en un elefante rosa que escupe maní hacia abajo mientras Barney tira eructos contra Bart.
Waylon Smithers: estará subido a un dirigible en miniatura lanzando dardos que hasta que se hayan disparado siguen a Bart, no es necesario derrotarle, sólo basta con esquivar todos sus proyectiles. Como curiosidad, aquí Smithers tiene el pelo verde, luego Smithers de nuevo atacará pero con más y más rápidos dardos, sigue sin ser necesario derribarlo.
Mr. Mongomery Burns: es el jefe final del minijuego, estará con su traje de aviador en un avión rojo que posee múltiples ametralladoras que dispara mientras se mueve a gran velocidad, recomiendo estar subiendo constantemente y disparar cuando esté debajo de Bartman.
- La puerta naranja: Indiana Bart

Bart tiene que hacer equilibrio a través de unas columnas en el "Templo de Maggie".
Dichos desafíos pueden jugarse en cualquier orden, las páginas recibidas pasarán de ser de 1 a 8 dependiendo del orden en que fueron recuperados.
Una vez que perdemos o recuperamos una hoja, volveremos a la habitación de Bart en la noche, y un contador nos dirá cuantas hojas recuperamos y cuantas nos faltan, mientras Bart sigue roncando. Si solo nos falta un desafío por pasar las dos puertas serán del mismo color, no importando por cual entremos.
El juego termina cuando Bart muere (ocasionando que despierte del sueño) por perder todas sus Z´s (Windy World será cubierto por una niebla blanca, sugiriendo a Bart que está por despertar) y podrá recibir daño una vez más y completar todos los desafíos. Lo primero que vemos es una foto de Bart con unas hojas con garabatos si no hemos recuperado ninguna en el sueño o si las recuperamos todas las hojas tienen escritas las palabras "The End". Dependiendo de la cantidad de desafíos que hemos pasado y el puntaje se nos otorgará una calificación. A continuación nos va a mostrar una escena con el trabajo de Bart colocado en el refrigerador. 
Depende de la calificación que nos hayamos sacado va a ser diferente la reacción de la familia Simpson, en el peor caso nos sacaríamos una "F", haciendo que toda la familia esté molesta a menos que el jugador consiga una mejor calificación.
Si uno se las arregla para pasar todos los desafíos y obtener la mejor calificación, el dormitorio de Bart pasará de la noche al día, Bart se despierta por su cuenta y el final se muestra.
Los desafíos o minijuegos le dan al juego un estilo de arcade. Sin embargo, muchos de los desafíos pueden ser catalogados como de plataforma, excepto los juegos de Bartman y Bartzilla que podrían ser catalogados como de disparo.
- Datos: Q2420037